# Владимир Никаноров
Владимир Никаноров е съветски футболист и хокеист. Вратар на легендарния „отбор на лейтенантите“ на ЦДКА Москва в края на 40-те години и началото на 50-те. Първи капитан в историята на националния отбор на СССР по хокей на лед.

## Кариера
Започва кариерата си в края на 30-те години с екипа на Пишевик Москва. През 1940 г. преминава в ЦДКА Москва и се установява като титулярен страж под рамката на армейците. От 1946 до 1950 г. е хокеист в ХК ЦДКА. Изиграва 60 мача в шампионата на СССР и вкарва 8 гола. Никаноров е шампион на СССР по хокей с ЦДКА в три поредни години – 1948, 1949 и 1950 г.
Големите успехи обаче идват на футболния терен. Владимир печели 5 титли и 3 купи на съюза, а тимът е доминираща сила в следвоенните първенства. През 1952 г. изиграва 2 неофициални двубоя за националния тим на СССР. Същата година участва и на Олимпиадата в Хелзинки. Футболният отбор на „червената армия“ обаче разочарова с представянето си и пораади тази причина клубният тим на Никаноров ЦДСА е разформирован.
Както повечето си съотборници, Никаноров преминава в тима на МВО Москва. След само 7 кръга обаче отборът е отстранен от първенството.

## Успехи

### Като футболист
- Шампион на СССР – 1946, 1947, 1948, 1950, 1951
- Купа на СССР – 1945, 1948, 1951

### Като хокеист
- Шампион на СССР – 1948, 1949, 1950